# Ludność Nysy

Herb Nysy

## LudnośćNysy
- 1840 - 7 514 (w tym 278 Żydów)[1]
- 1871 - 19 372[1]
- 1880 - 20 507[2]
- 1885 - 21 837[2][3]   (w tym 380 Żydów)[1]
- 1890 - 22 444   (w tym 342 Żydów)[1][2]
- 1910 - 25 938[1]
- 1919 - 29 415[1][2]
- 1925 - 32 604   (w tym 216 Żydów)[1][2]
- 1933 - 35 037   (w tym 222 Żydów)[1][2]
- 1939 - 37 859
- 1946 - 11 559[1]   (spis powszechny)
- 1950 - 15 213[1]   (spis powszechny)
- 1955 - 19 025
- 1960 - 23 638[1]   (spis powszechny)
- 1961 - 24 700
- 1962 - 25 400
- 1963 - 26 400
- 1964 - 27 100
- 1965 - 27 744
- 1966 - 28 400
- 1967 - 29 100
- 1968 - 29 800
- 1969 - 30 800
- 1970 - 32 000   (spis powszechny)
- 1971 - 33 068
- 1972 - 34 200
- 1973 - 35 100
- 1974 - 36 231
- 1975 - 37 317
- 1976 - 38 500
- 1977 - 39 900
- 1978 - 39 000   (spis powszechny)
- 1979 - 40 700
- 1980 - 41 659
- 1981 - 42 216
- 1982 - 42 758
- 1983 - 43 503
- 1984 - 44 022
- 1985 - 44 666
- 1986 - 45 186
- 1987 - 45 840
- 1988 - 46 146   (spis powszechny)
- 1989 - 46 912
- 1990 - 47 165
- 1991 - 47 816
- 1992 - 48 540
- 1993 - 48 781
- 1994 - 48 966
- 1995 - 48 899[1]
- 1996 - 49 014
- 1997 - 48 848
- 1998 - 48 810
- 1999 - 48 594
- 2000 - 48 492
- 2001 - 48 452
- 2002 - 48 173   (spis powszechny)
- 2003 - 47 959
- 2004 - 47 793
- 2005 - 47 545
- 2006 - 46 841
- 2008 - 46 592[1]
- 2009 - 46 308
- 2010 - 46 046
- 2011 - 45 457
- 2012 (30 czerwca) - 45 326
- 2013 (30 czerwca) - 45 044[4]
- 2014 (30 czerwca) - 44 772[5]
- 2015 (31 grudnia) - 44 500[6]
- 2016 (30 czerwca) - 44 419[7]

## Powierzchnia Nysy
- 1995 - 27,42 km²
- 2002 - 27,50 km²
- 2006 - 27,51 km²